# Choi Jin-sil
Pour les articles homonymes, voir Choi.
Dans ce nom, le nom de famille, Choi, précède le nom personnel.
Choi Jin-sil (hangeul : 최진실) est une actrice sud-coréenne, née le 24 décembre 1968 et morte le 2 octobre 2008. Durant sa courte carrière, elle a été considérée comme l'une des plus talentueuses actrices du cinéma sud-coréen.
Entre autres, victime de cyberharcèlement, Choi Jin-sil met fin à ses jours le 2 octobre 2008.

## Filmographie

### Films
| Année | Titre                                      | Rôle                    |
| ----- | ------------------------------------------ | ----------------------- |
| 1990  | Nambugun                                   | Park Min-ja             |
| 1990  | You Know What? It's a Secret 2             | Hye-ji                  |
| 1990  | Kkokjiddan                                 | Mi-yeong                |
| 1990  | Mon amour, mon épouse                      | Da-hye                  |
| 1991  | Susanne Brink's Arirang                    | Susanne Brink           |
| 1991  | The Room in the Forest                     | So-yang                 |
| 1992  | Mister Mama                                | Yeong-ju                |
| 1993  | The Girl for Love and The One for Marriage | Yoo-la                  |
| 1994  | How to Top My Wife                         | Jang Min-ju             |
| 1994  | I Wish for What Is Forbidden to Me         | Jang So-yeong           |
| 1995  | Mom Has a New Boyfriend                    | Eun-jae                 |
| 1995  | Who Drives Me Crazy                        | Kim Joo-yeong           |
| 1996  | Ghost Mamma                                | Cha In-joo              |
| 1997  | Baby Sale                                  | Opératrice téléphonique |
| 1997  | Holiday in Seoul                           | Ji-hyeon                |
| 1997  | The Letter                                 | Jeong-in                |
| 1999  | Mayonnaise                                 | A-jeong                 |
| 2000  | The Legend of Gingko                       | Rain                    |

### Séries télévisées
| Année | Titre                                              | Rôle                | Chaîne de Télévision |
| ----- | -------------------------------------------------- | ------------------- | -------------------- |
| 1989  | 500 Years of Joseon: The Memoirs of Lady Hyegyeong | Jang-mi             | MBC                  |
| 1989  | 500 Years of Joseon: Pamun                         | Park Son-a          | MBC                  |
| 1989  | Sleepless Tree                                     | Chan-joo            | MBC                  |
| 1990  | Gaksibang Sarang Yeollyeonne                       | Ohdohui             | MBC                  |
| 1990  | Our Paradise                                       | Seung-mi            | MBC                  |
| 1992  | Enchantment                                        | Ji-hoon             | MBC                  |
| 1992  | Jealousy                                           | Yoo Ha-gyeong       | MBC                  |
| 1993  | Stormy Season                                      | Jenny               | MBC                  |
| 1994  | Scent of Love                                      | Yeong-jin           | SBS                  |
| 1995  | Asphalt Man                                        | Ho Hwa-Ryeon        | SBS                  |
| 1995  | Jazz                                               | Chae Song-hwa       | SBS                  |
| 1995  | APT                                                | Cha Na-lee          | MBC                  |
| 1996  | Promise                                            |                     | MBC                  |
| 1997  | Star in My Heart                                   | Lee Yeon-i / Sophia | MBC                  |
| 1997  | You and I                                          | Yoon Soo-gyeong     | MBC                  |
| 1998  | Memories                                           | In-yeong            | MBC                  |
| 1999  | Roses and Bean Sprouts                             | Son Mi-na           | MBC                  |
| 2002  | Since We Met                                       | Lee Ok-hwa          | MBC                  |
| 2004  | War of the Roses                                   | Oh Mi-yeon          | MBC                  |
| 2005  | My Rosy Life                                       | Maeng Soon-i        | KBS2                 |
| 2007  | Bad Woman, Good Woman                              | Lee Se-yeong        | MBC                  |
| 2008  | The Last Scandal of My Life                        | Hong Seon-hee       | MBC                  |